# Mania siku
Mania siku – album Marii Peszek wydany w 2006 roku.

## Ogólne informacje
Płyta, nazywana także krótko Siku, jest tak zwaną EP-ką, zapowiadaną jako suplement, "dodatek nieformalny do płyty Miasto mania". Ukazała się w listopadzie 2006 zarówno jako indywidualny minialbum oraz dodatkowy krążek na edycji specjalnej Miasto manii. Album powstał jako reakcja artystki na jej własny wizerunek publiczny, jej zdaniem – nieprawdziwy, jaki powstał po wydaniu debiutanckiej płyty. Była to też próba opisania sytuacji w jakiej znajdował się projekt Miasto mania rok po wydaniu.
Materiał na płycie składał się z dwóch nowych utworów: „Siku” i „Deszcz”, zarejestrowanych w łazience w mieszkaniu producenta Michała "Foxa" Króla na Mokotowie 2 i 3 października 2006, wplecionych we fragmenty zapisu koncertu z warszawskiego klubu Punkt 4 października. Podczas tego koncertu Peszek zaprezentowała nową kompozycję „Piosenka dla Edka”, która również trafiła na to wydawnictwo. Utwór „Deszcz” został wyprodukowany przez Foxa.
W części multimedialnej, płyta zawierała krótki film dokumentalny cHwil, również zarejestrowany w domu Foxa na początku października, oraz teledyski „Moje miasto” i „Nie mam czasu na seks”.
Wydanie EP-ki poprzedził singel „Miły mój”, na którym znalazły się dwa pochodzące z niej nagrania koncertowe.

## Lista utworów

### Audio
1. „Moje miasto” (Live) – 5:29 (muzyka – Wojciech Waglewski; tekst – Maria Peszek, Piotr Lachmann)
2. „Piosenka dla Edka” (Live) – 2:48 (muzyka – Mariusz Wróblewski, Marcin Ułanowski; tekst – Maria Peszek, Piotr Lachmann)
3. „Deszcz” (Live) – 4:46 (muzyka – Maria Peszek, Michał Król; tekst – Maria Peszek, Piotr Lachmann)
4. „Siku” – 4:08 (muzyka – Maria Peszek, Michał Król, Mariusz Wróblewski; tekst – Maria Peszek)
5. „Miły mój” (Live) – 4:02 (muzyka – Wojciech Waglewski; tekst – Maria Peszek, Piotr Lachmann)
6. „Deszcz” – 6:07 (muzyka – Maria Peszek, Michał Król; tekst – Maria Peszek, Piotr Lachmann)

### Video
1. cHwil – 16:00 (reżyseria – Roy)
2. „Moje miasto” (teledysk) – 3:33 (zdjęcia – Jacek Poremba; realizacja – Paweł Kozłowski, Błażej Górnicki)
3. „Nie mam czasu na seks” (teledysk) – 4:06 (reżyseria – Tomasz Nalewajek)

## Twórcy
- Utwory koncertowe „Moje miasto”, „Piosenka dla Edka”, „Deszcz”, „Miły mój”:
  - Maria Peszek – wokal
  - Michał "Fox" Król – instrumenty klawiszowe, cymbałki
  - Mariusz Wróblewski – gitary
  - Marcin Ułanowski – bębny
  - Wojciech Traczyk – kontrabas, gitara basowa

- Utwór „Siku”:
  - Maria Peszek – wokal, siku
  - Michał "Fox" Król – Rhodes, papier, stołek, kląsk
  - Mariusz Wróblewski – sól, bas, gitara, jack-jack
  - Marcin Ułanowski – czynel
  - Wojciech Traczyk – spanie

- Utwór „Deszcz”:
  - Maria Peszek – wokal, wanna, kroki
  - Marcin Ułanowski – sól, werbel, tarka, szczotka, czynel
  - Wojciech Traczyk – ustawienia wody, kontrabas
  - Michał "Fox" Król – Rhodes
  - Mariusz Wróblewski – gitara